# 阿末安沙·阿兹曼
阿末安沙·阿兹曼（1992年8月28日—），马来西亚男子跳水运动员。他于2015年参加世界游泳锦标赛。一年后又参加了第31届夏季奥林匹克运动会。